# Titularbistum Saccaea
Saccaea (ital.: Saccea) ist ein Titularbistum der römisch-katholischen Kirche.
Es geht zurück auf einen untergegangenen Bischofssitz in der gleichnamigen antiken Stadt, die in der römischen Provinz Arabia Petraea lag. Der Bischofssitz war der Kirchenprovinz Bostra zugeordnet.
| Titularbischöfe von Saccaea |                             |                                            |               |                   |
| Nr.                         | Name                        | Amt                                        | von           | bis               |
| 1                           | Dominique Hoàng-van-Doàn OP | Apostolischer Vikar von Bac Ninh (Vietnam) | 12. März 1950 | 18. Januar 1963   |
| 2                           | Melchiorre Souen            | Weihbischof in Calgary (Kanada)            | 25. Juni 1963 | 14. Dezember 1966 |